# Liste der Einträge im National Register of Historic Places im Christian County (Illinois)

Lage des Christian County in Illinois

Die Liste der Einträge im National Register of Historic Places im Christian County in Illinois führt alle Bauwerke und historischen Stätten im Christian County auf, die in das National Register of Historic Places aufgenommen wurden.

## Legende
| NRHP | Historic Place    |
| HD   | Historic District |

## Aktuelle Einträge
| [ 2 ] | Name                                            | Bild                                            | Eintragsdatum        | Lage | Ort         | Beschreibung |
| ----- | ----------------------------------------------- | ----------------------------------------------- | -------------------- | --- | ----------- | ------------ |
| 1     | Illinois State Bank Building                    | Illinois State Bank Building                    | 1984 ID-Nr. 84000923 | 201 North Chestnut Street 39° 31′ 12″ N, 89° 3′ 39″ W                                                     | Assumption  |              |
| 2     | Louis Jehle House                               | Louis Jehle House                               | 1995 ID-Nr. 95000490 | 511 East 5th Street 39° 23′ 3″ N, 89° 4′ 32″ W                                                            | Pana        |              |
| 3     | Kitchell Park                                   | Kitchell Park                                   | 1992 ID-Nr. 92001538 | 9th Street Ecke Kitchell Street 39° 23′ 13″ N, 89° 4′ 46″ W                                               | Pana        |              |
| 4     | Taylorville Chautauqua Auditorium               | Taylorville Chautauqua Auditorium               | 1988 ID-Nr. 87002519 | Manners Park 39° 32′ 23″ N, 89° 17′ 45″ W                                                                 | Taylorville |              |
| 5     | Taylorville Courthouse Square Historic District | Taylorville Courthouse Square Historic District | 1985 ID-Nr. 85003058 | Abgegrenzt durch Vine Street, Walnut Street, Adams Street und Webster Street 39° 32′ 53″ N, 89° 17′ 42″ W | Taylorville |              |